# Cathédrale d'Albarracín
La cathédrale d'Albarracín ou cathédrale du Sauveur est le principal lieu de culte catholique de la ville d'Albarracín, dans la communauté autonome d'Aragon en Espagne. Elle partage le siège du diocèse de Teruel et Albarracín avec la cathédrale de Teruel.

## Présentation

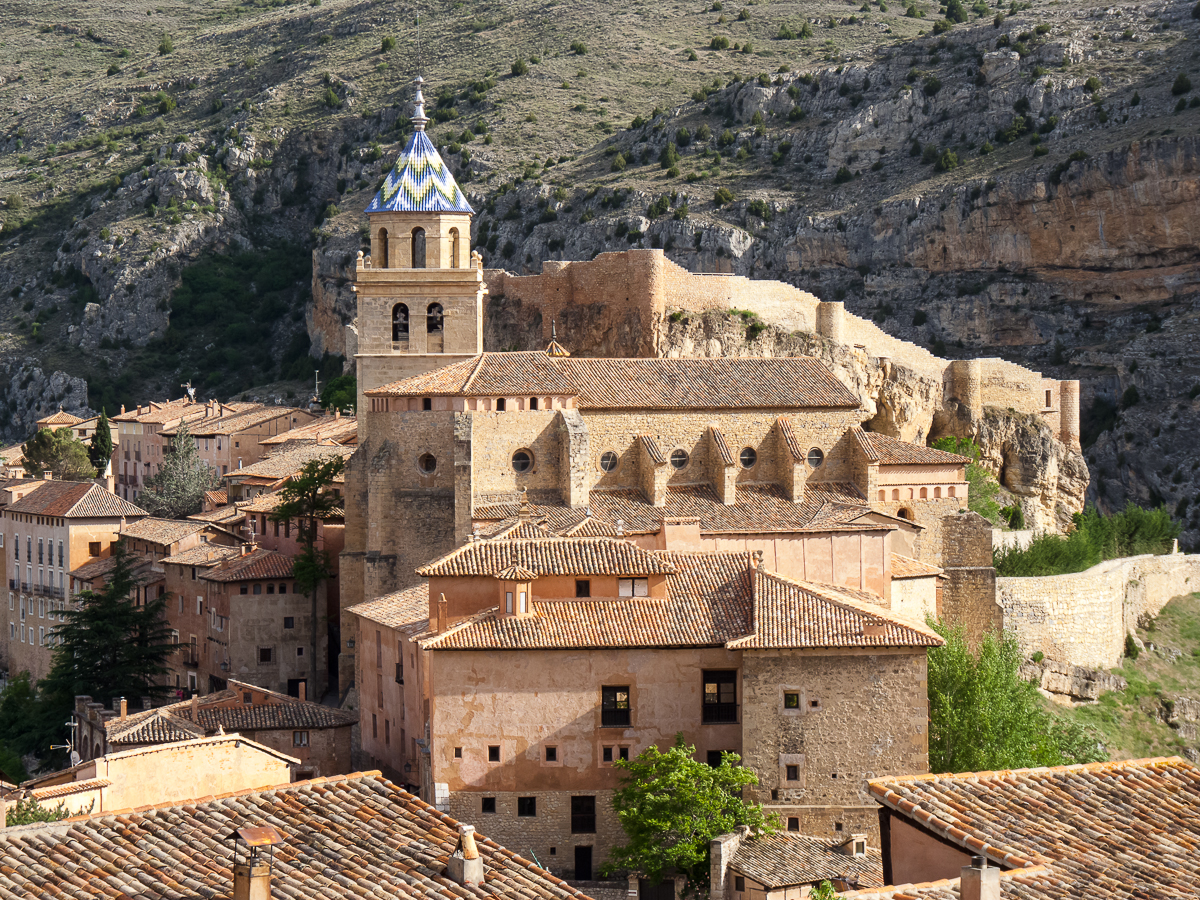
La cathédrale dans la ville.

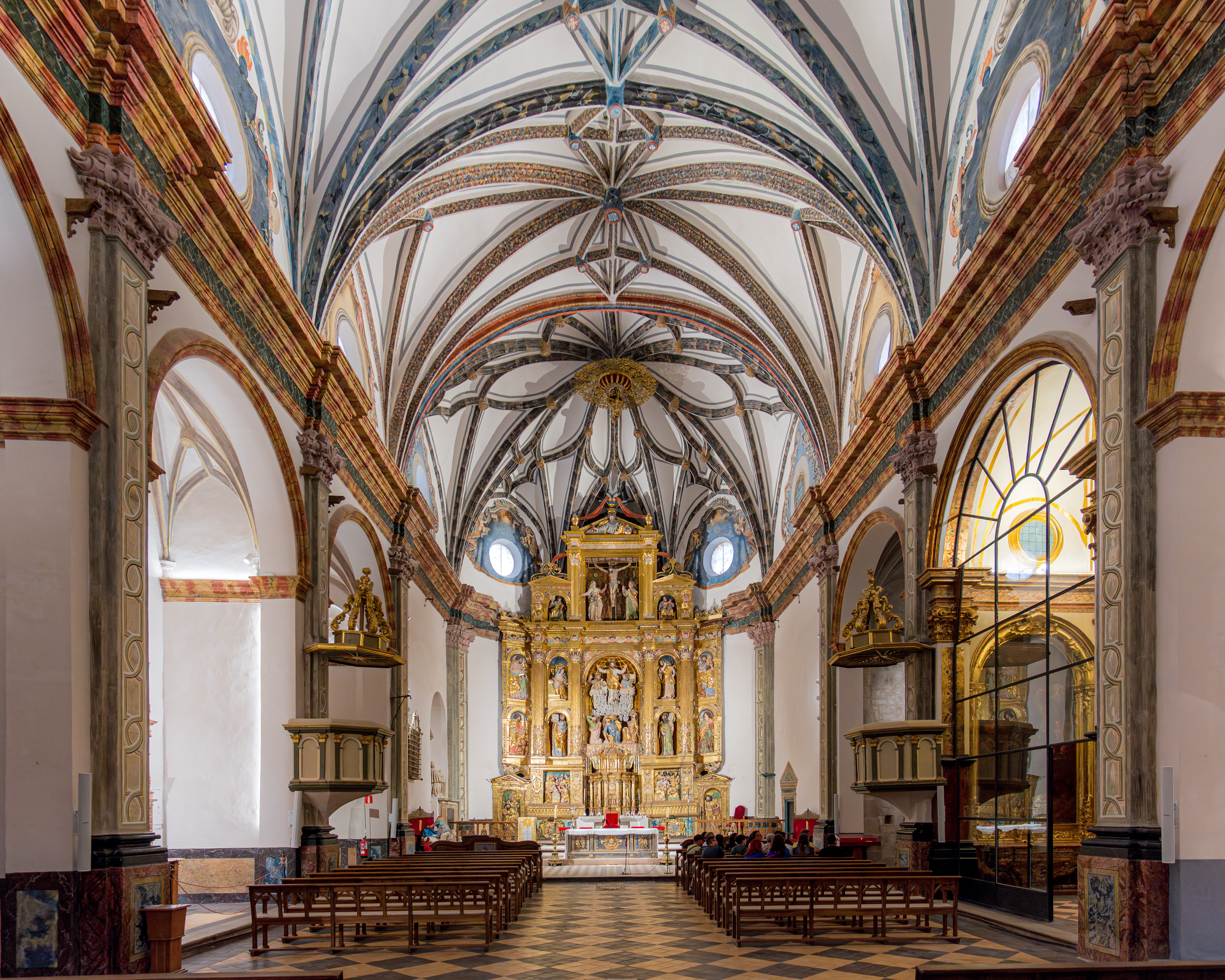
L'intérieur.

Elle est construite sur les vestiges d'un antique temple roman de la fin du XIIe siècle. Le bâtiment actuel a commencé à être élevé en 1572 et a été réalisé par les architectes Martín de Castañeda et le Français Quinto Pierres Vedel (es). Son premier évêque fut Martín de Salvatierra (1578-1583). Au début du XVIIIe siècle, l'intérieur a été complété avec des éléments baroques, notamment les pilastres.
Le bâtiment se trouve au centre du village, se distinguant nettement. La difficile orographie d'Albarracín, située sur une élévation entourée par la gorge de la rivière Guadalaviar, influence sa configuration, dont le plan est organisé en une seule nef avec des chapelles latérales, une grande chapelle principale légèrement plus haute avec une abside polygonale, un chœur aux pieds, et un cloître avec d'autres pièces autour.
L'accès principal au temple se fait, de manière inhabituelle, par le chevet, à travers une simple façade baroque précédée d'un escalier. 

## Source
- (es) Cet article est partiellement ou en totalité issu de l’article de Wikipédia en espagnol intitulé « Catedral del Salvador de Albarracín » (voir la liste des auteurs).